# Source du Nez de Bœuf
La Source du Nez de Bœuf est une source de l'île de La Réunion, département d'outre-mer français dans le sud ouest de l'océan Indien. Elle est située sur le territoire communal de Saint-Joseph sur le rempart du Nez de Bœuf à une altitude de 1790 mètres et est très difficilement accessible. Elle a un débit moyen de 1,1 litre à la seconde et son bassin versant à une superficie d'environ 3 ha. 

## Captage
Un captage maintenant hors service a été réalisé en 1967 par la CISE, son identifiant national est 1229-2X-0001. L'eau était acheminée par un long tuyau longeant le rempart jusqu'à un réservoir d'une capacité de 250 mètres cubes situé à Notre Dame de la Paix. Ce réservoir était raccordé au réseau Nez de Bœuf servant à alimenter en eau une partie des hauts de la commune du Tampon. Le captage fut abandonné dans les années 1990 du fait des éboulis très fréquent qui endommageaient la conduite d'eau et induisaient des coûts d'entretien élevés. Aujourd'hui il reste encore des vestiges de cette canalisation qu'il est possible de suivre en empruntant un sentier marron parmi les plus vertigineux et les plus dangereux de l'île de La Réunion.